# Stygnus pectinipes
Stygnus pectinipes is een hooiwagen uit de familie Stygnidae.